# 金田淳子
金田 淳子（かねだ じゅんこ、1973年〈昭和48年〉 - ）は、日本の社会学者。やおい・ボーイズラブ・同人誌研究家。富山県生まれ。愛称は「カネジュン」。

## 経歴
1973年（昭和48年）富山県生まれ。富山県立富山高等学校卒。東京大学法学部を卒業後、文学部に学士入学して卒業する。
東京大学では上野千鶴子に師事、東京大学大学院人文社会系研究科博士課程単位取得退学（社会学）。ジェンダー論、社会学の視点から、やおいを研究している。かつて、法政大学で非常勤講師をしていた。詩と批評の雑誌『ユリイカ』での3回のBL特集および『美術手帖』のBL特集に編集協力、執筆するほか、朝日新聞や読売新聞などに女性のオタク文化の専門家・批評家としてコメントを寄せることが多い。

## 著書

### 単著
- 『『グラップラー刃牙』はBLではないかと1日30時間300日考えた乙女の記録ッッ』河出書房新社（原著2019年11月）。ISBN 978-4309028439。
  - 『グラップラー刃牙はBLではないかと考え続けた乙女の記録ッッ』（2021年、WOWOW）としてテレビドラマ化[9]。

### 共著
- 二村ヒトシ、金田淳子、岡田育『オトコのカラダはキモチいい』KADOKAWA/メディアファクトリー、2015年2月、ISBN 978-4-04-067420-9。
- 二村ヒトシ、金田淳子、岡田育『オトコのカラダはキモチいい』角川文庫、KADOKAWA、2017年12月、ISBN 978-4-04-105875-6。

### 単独執筆
- 「やおい論, 明日のためにその1」『波状言論』20号, 2004年。
- 「ヤオイ・イズ・アライヴ――わかりたいあなたのための, やおいマンガ・マップ」『ユリイカ』青土社2006年1月号38巻1号「特集 マンガ批評の最前線」166-178頁、9784791701421。
- 「やおい論、明日のために(その2)」『ユリイカ』青土社2007年12月臨時増刊号39巻16号「総特集 BLスタディーズ」48-54頁、9784791701728。
- 「いまさら聞けない用語もわかる! ボーイズラブの歴史」『美術手帖』美術出版社2014年12月号66巻1016号「特集 ボーイズラブ “関係性”の表現をほどく」78-81頁。
- 「来たれ、入門者! 必ず読みたい BLマンガ20」『美術手帖』美術出版社2014年12月号66巻1016号「特集 ボーイズラブ “関係性”の表現をほどく」124-130頁。

### 分担執筆
- 佐藤健二・吉見俊哉編著「第7章 マンガ同人誌 解釈共同体のポリティクス」『文化の社会学』有斐閣アルマ、有斐閣、2007年2月、163-190頁、ISBN 978-4-641-12242-0。
- 三浦しをん、金田淳子「「攻め×受け」のめくるめく世界――男性身体の魅力を求めて」『ユリイカ』青土社2007年6月臨時増刊号39巻7号「総特集 腐女子マンガ大系」8-29頁、9784791701636。
- 野火ノビタ、金田淳子「人間未満の季節――BLと美少女萌えのはざまで」『ユリイカ』青土社2007年6月臨時増刊号39巻7号「総特集 腐女子マンガ大系」8-29頁、9784791701636。
- 九州男児、金田淳子「"御法度"からすべては始まった――九州男児誕生秘話!? 」『ユリイカ』青土社2007年6月臨時増刊号39巻7号「総特集 腐女子マンガ大系」113-122頁、9784791701636。
- 三浦しをん、金田淳子、斎藤みつ、山本文子「二〇〇七年のBL界をめぐって――そして"腐女子"とは誰か」『ユリイカ』青土社2007年12月臨時増刊号39巻16号「総特集 BLスタディーズ」8-25頁、9784791701728。
- 草間さかえ、金田淳子「それは技術上の理由で……――草間さかえの奇妙な注目」『ユリイカ』青土社2007年12月臨時増刊号39巻16号「総特集 BLスタディーズ」105-113頁、9784791701728。
- 鈴木ツタ、金田淳子「恋愛の非対称性と魔性の中高年」『ユリイカ』青土社2007年12月臨時増刊号39巻16号「総特集 BLスタディーズ」142-150頁、9784791701728。
- トジツキハジメ、金田淳子「ロボと人外を BLに! 」『ユリイカ』青土社2007年12月臨時増刊号39巻16号「総特集 BLスタディーズ」151-160頁、9784791701728。
- アユヤマネ、金田淳子「すべてが"絵になる"マンガを求めて」『ユリイカ』青土社2007年12月臨時増刊号39巻16号「総特集 BLスタディーズ」161-169頁、9784791701728。
- 金田淳子（マンガ）ながくぼようこ（小説）「このBLがすごい! '07」『ユリイカ』青土社2007年12月臨時増刊号39巻16号「総特集 BLスタディーズ」205-269頁、9784791701728。
- 雲田はるこ、金田淳子「インタビュー すべての男性は受けである!? くもはる流 BLスタディーズのススメ」『ユリイカ』青土社2012年12月号44巻12号「総特集 BLオン・ザ・ラン!」77-87頁、9784791702473。
- 金田淳子、永久保陽子「対談 BLの浸透と拡散をめぐって」『ユリイカ』青土社2012年12月号44巻12号「総特集 BLオン・ザ・ラン!」145-158頁、9784791702473。
- 金田淳子、永久保陽子「2012必読BLガイド」『ユリイカ』青土社2012年12月号44巻12号「総特集 BLオン・ザ・ラン!」216-229頁、9784791702473。
- 金田淳子、永久保陽子「2012必読BLガイド」『ユリイカ』青土社2012年12月号44巻12号「総特集 BLオン・ザ・ラン!」216-229頁、9784791702473。
- 金田淳子、福田里香、山本文子「熱きボーイズラブの表現を語る! 萌える座談会 」『美術手帖』美術出版社2014年12月号66巻1016号「特集 ボーイズラブ “関係性”の表現をほどく」69-77頁。
- はらだ、金田淳子「Interview はらだ 彗星のごとく現れたエロファンタジスタ! （10人のマンガ家が語る! ボーイズラブとマンガ表現）」『美術手帖』美術出版社2014年12月号66巻1016号「特集 ボーイズラブ “関係性”の表現をほどく」108-113頁。

## 出演

### テレビ番組
- 「真夜中のニャーゴ」（ホウドウキョク、2015年4月3日 - 2017年3月31日）※金曜MC

### ラジオ番組
- 「ライムスター宇多丸のウィークエンド・シャッフル」（TBSラジオ）
  - 2014年1月18日「サタデーナイトラボ」特集「＜宇多丸よ、おまえは本当のB-BOYを知らない！＞本当の"B-BOY"とは何か？そして、"ボーイズ・ラブ"とはいったい何か？男のための、よく分かるボーイズラブ入門!!」[10]
  - 2014年12月20日「サタデーナイトラボ」特集「輝け！2014年、タマフル・オールジャンル何でもアワード大賞グランプリ・ベスト3」[11]
  - 2015年3月14日「サタデーナイトラボ」特集「＜祝・北陸新幹線＞開業！宇多丸よ、もう外堀は完全に埋まったのだから、いますぐ富山に移住しなさい特集。もしくは、『富山最高』特集！」[12]
  - 2015年5月9日「サタデーナイトラボ」特集「＜人間交差点＞前夜祭、及び、GW終了対策。ビジネスパーソンよ、五月病に悩まされるその前に、マンガ『島耕作』から処世術を学ぼう！特集」[13]
  - 2016年9月17日 緊急放課後クラウド[14]
  - 2016年10月15日「サタデーナイトラボ」特集「応援上映」[15]
  - 2017年10月14日「サタデーナイトラボ」特集「古代ギリシャ特集 〜古代ギリシャの民主制を学ぶ編」[16]

- 「アフター6ジャンクション」（TBSラジオ）
  - 2018年6月11日「ビヨンド・ザ・カルチャー」特集「ビジネスマナーとして知っておきたい三国志エピソード」[17]。
  - 2018年7月3日「ビヨンド・ザ・カルチャー」特集「宇多丸よ！前から知りたがっていた『ファイブスター物語』のことを教えにわざわざNYから来たぞ特集 &ファティマ総選挙2018結果発表！ feat.岡田育・金田淳子」[18]
  - 2019年9月30日「ビヨンド・ザ・カルチャー」特集「映画『HiGH & LOW THE WORST』公開記念！「HiGH & LOW THE 総選挙」結果発表！！」[19]
  - 2019年12月2日「宇多丸よ！お前はなぜあの名作『グラップラー刃牙』を読んでいないのかッ!?　競うな、持ち味をイカせッッ！ ボーイズラブ視点で読む『グラップラー刃牙』特集 by 金田淳子」[20]
- 「アフター6ジャンクション2」（TBSラジオ）
  - 2025年4月30日「ビヨンド・ザ・カルチャー」特集「宇多丸よ！愛猫家の視点から映画を観るのはいいぞ！！魅惑の『ネコ映画』」[21]。